# Epilobium matthewsii
Epilobium matthewsii är en dunörtsväxtart som beskrevs av Donald Petrie. Epilobium matthewsii ingår i släktet dunörter, och familjen dunörtsväxter. Inga underarter finns listade i Catalogue of Life.